# ファーストプラス
ファーストプラス株式会社は、システムキッチンの製造販売・取付、システムバスの販売・取付を扱う住宅機器メーカーである。

## 概要
株式会社ミカドが民事再生した後、事業継承し2010年3月22日に設立した企業である。2010年8月に商号を「ファーストプラス株式会社」に変更した。なお、2012年9月からは本社を現在の位置へ移転している。兵庫県伊丹市に会社を設立した。営業所は4ヵ所、工場は2ヵ所存在している。
取り扱っている製品は、システムキッチン、サニタリー、システムバスなどである。システムキッチンは好みでオーダーすることも可能である。
なお、ミカド製品のメンテナンスは行っていない。

## 沿革
- 2010年
  - 3月30日 - 兵庫県伊丹市に企業を設立。
  - 4月 - 千葉、関東、名古屋の営業所3ヵ所を設置。
  - 5月 - 千葉工場を設置し、本格的な稼働を開始する。大阪の営業所を設置。
  - 7月 - 伊丹市に大阪工場を設置。
  - 8月 - 商号を「ファーストプラス株式会社」に変更。大阪工場が本格的な稼働を開始する。
- 2012年
  - 9月 - 現在の位置に本社を移転。
- 2017年
  - 3月 - 本社工場と大阪工場がISO認証を取得。
- 2018年
  - 3月 - 流山事業所がISO認証を取得。

## 事業所
- 本社 千葉県野田市中野台533番地1
- 工場 2ヵ所
- 営業所 4ヵ所

## 主な商品
- キッチン
- 浴室
- 洗面台